# فيوريلا بونيسيلي
فيوريلا بونيسيلي (بالإسبانية: Fiorella Bonicelli)‏ مواليد 21 ديسمبر 1951، هي لاعبة كرة مضرب أوروغويانية. هي إحدى بطلات الجراند سلام حيث فازت بدورة رولان غاروس الدولية مرة في الفردي ومرة في الزوجي المختلط.

## النهائيات

### الزوجي: 1 (1–0)
الفوز (1)
| السنة | البطولة                  | الشريك      | المنافس في النهائي              | النتيجة في النهائي |
| 1976  | دورة رولان غاروس الدولية | غيل شانفريو | كاثلين هارتر هيلغا نيسين ماسثوف | 6–4, 1–6, 6–3      |

### الزوجي المختلط: 1 (1–0)
الفوز (1)
| السنة | البطولة                  | الشريك     | المنافس في النهائي        | النتيجة في النهائي |
| 1975  | دورة رولان غاروس الدولية | ثوماز كوتش | جايمي فيلول بام تيجواردين | 6–4, 7–6           |

## روابط خارجية
- فيوريلا بونيسيلي على موقع رابطة محترفات التنس (الإنجليزية)
- فيوريلا بونيسيلي على موقع الاتحاد الدولي لكرة المضرب (الإنجليزية)
- فيوريلا بونيسيلي على موقع كأس بيلي جين كينغ (الإنجليزية)
- فيوريلا بونيسيلي على موقع خلاصة التنس.كوم (الإنجليزية)